# Latarnie chocimskie

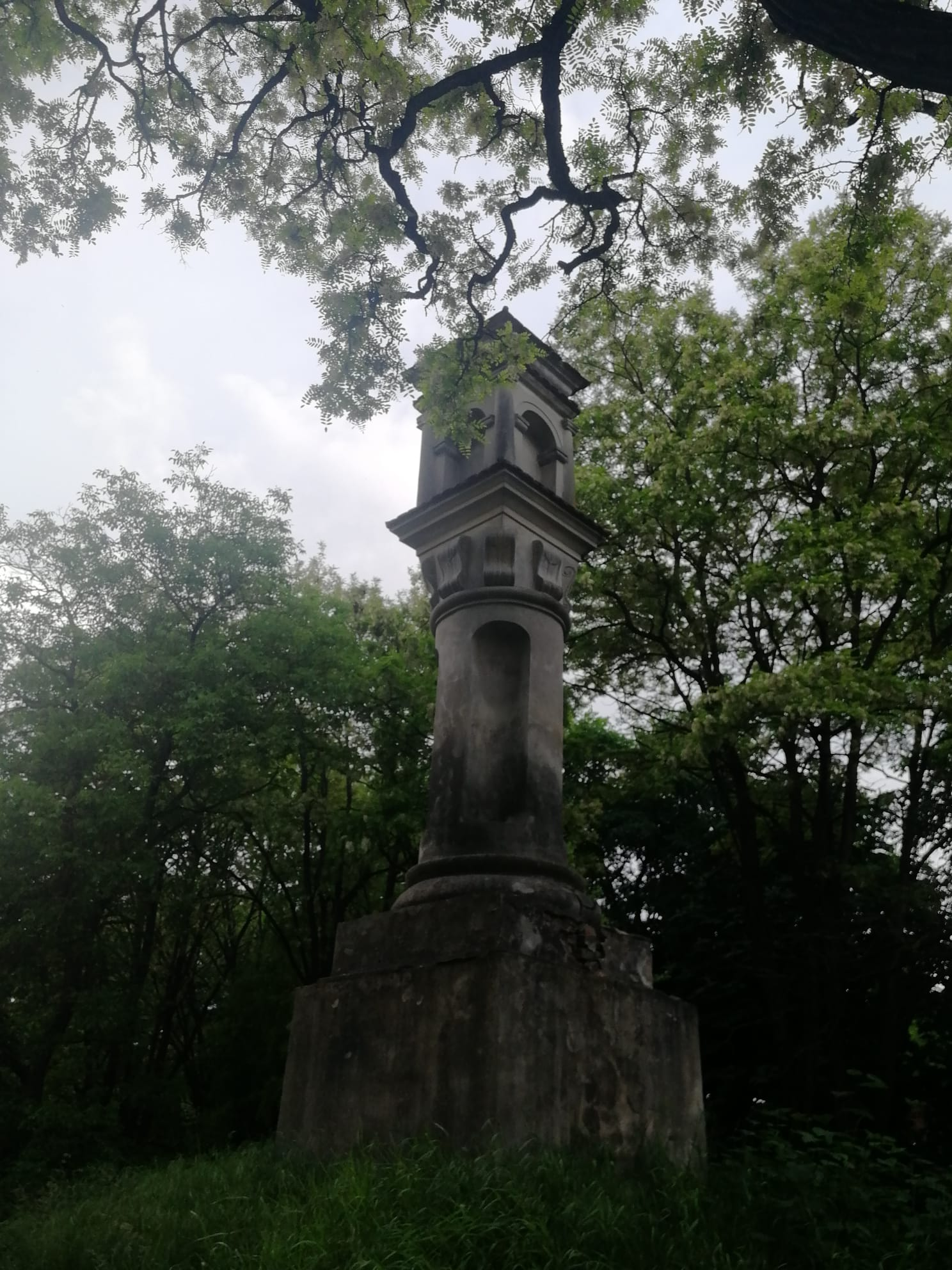
Latarnia chocimska w Sandomierzu

Latarnie chocimskie – zespół pięciu kapliczek latarniowych znajdujących się na ziemi sandomierskiej, w województwie świętokrzyskim, w powiecie sandomierskim. 

## Opis
Kapliczki pochodzą z końca XVII w. Funkcja i powody ich powstania nie są pewne. Według jednej z teorii kapliczki miały zostać ufundowane przez rycerzy z ziemi sandomierskiej wracających z bitwy pod Chocimiem w 1673 roku. Inne hipotezy sugerują, że latarnie mogły być drogowskazami pomagającymi w orientacjach na szlakach lub mogły pełnić funkcję latarni umarłych i ostrzegać przed trędowatymi. Latarnie są wpisane do rejestru zabytków. Dwie znajdują się w Sandomierzu (jedna na ul. Lubelskiej w Mokoszynie, zaś druga na ul. Zawichojskiej), zaś po jednej w Gierlachowie, Nowym Garbowie i Nowych Kicharach. Kapliczka w Nowych Kicharach w latach 30. XX wieku została uszkodzona w wyniku uderzenia pioruna.